# Gustav II Adolfs död i slaget vid Lützen
Gustav II Adolfs död i slaget vid Lützen är en oljemålning av den svenske konstnären Carl Wahlbom. Den målades 1855 och förvärvades året därpå av Nationalmuseum i Stockholm. Verket är en bataljmålning och skildrar kung Gustav II Adolfs död i slaget vid Lützen 1632. I den kaotiska stridsscenen kretsar allt kring ett centrum som är märkligt stilla. Den döde kungen, starkt belyst, tycks glida ned från hästryggen för att strax fångas upp av en förfärad svensk soldat. Kungen framställs som en nationell hjälte och martyr, en gestalt som påminner om skildringar av den döde Kristus.